# Suzukiïta
La suzukiïta és un mineral de la classe dels silicats. Rep el nom en honor de Jun Suzuki (鈴木 醇) (1 d'octubre de 1896 - 12 de març de 1970), professor de mineralogia i petrologia de la Universitat Hokkaido de Sapporo (Japó).

## Característiques
La suzukiïta és un silicat de fórmula química BaVSi₂O₇. Cristal·litza en el sistema ortoròmbic. Va ser aprovada com a espècie vàlida per l'Associació Mineralògica Internacional l'any 1978, i la primera publicació data del 1982. La seva duresa a l'escala de Mohs és 4 a 4,5.
Segons la classificació de Nickel-Strunz, la suzukiïta pertany a «09.DH - Inosilicats amb 4 cadenes senzilles periòdiques, Si₄O₁₂» juntament amb els següents minerals: leucofanita, ohmilita, haradaïta, batisita, shcherbakovita, taikanita, krauskopfita, balangeroïta, gageïta, enigmatita, dorrita, høgtuvaïta, krinovita, makarochkinita, rhönita, serendibita, welshita, wilkinsonita, safirina, khmaralita, surinamita, deerita, howieïta, taneyamalita, johninnesita i agrel·lita.
L'exemplar que va servir per a determinar l'espècie, el que es coneix com a material tipus, es troba conservat al Museu de Ciència Natural de Tòquio, amb el número de catàleg: nsm m-21385.

## Formació i jaciments
Va ser descoberta a la mina Mogurazawa, a la ciutat de Kiryu (Prefectura de Gunma, Japó). També ha estat descrita a la mina Tanohata (prefectura d'Iwate) i a la mina Hamayokokawa (prefectura de Nagano), totes dues al Japó, i al llac Wilson, al Yukon (Canadà). Aquests indrets són els únics de tot el planeta on ha estat descrita aquesta espècie mineral.